# Halina Krzeszowska

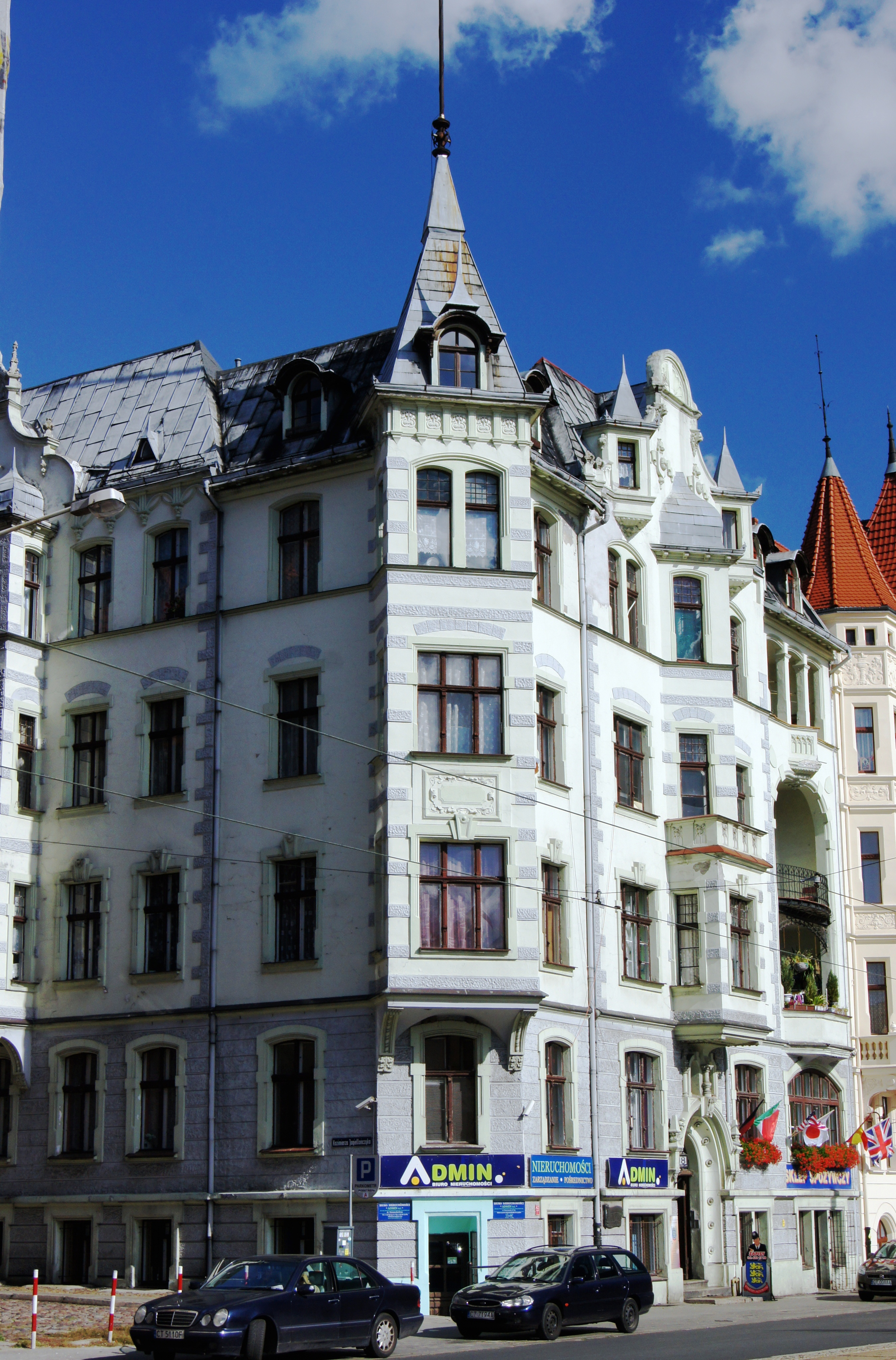
Kamienica przy ul. Warszawskiej 8, gdzie mieszkała Halina Krzeszowska i mieściła się sztab Sztab Komendy Okręgu Pomorze Armii Krajowej

Halina Krzeszowska z domu Szepetys, w źródłach występująca również pod nazwiskami Pietkiewicz, Krzeszowska-Pietkiewicz, Pietkiewicz-Orlińska, Sopoćko, ps. „Ludmiła”, „Zofia” (ur. 19 kwietnia 1905 w Białopolu, zm. 18 sierpnia 1977 we Wrocławiu) – kapitan Wojska Polskiego, szefowa Wojskowej Służby Kobiet Okręgu Pomorskiego, gospodyni lokalu konspiracyjnego przy ul. Warszawskiej 8 w Toruniu.

## Życiorys
Urodziła się 19 kwietnia 1905 roku w Białopolu. Jej rodzicami byli Stanisław Szepetys i Wiktora z d. Sopoćko. Stanisław Szepetys pracował jako urzędnik kolejowy.
W 1922 roku Halina Szepetys zdała maturę w Gimnazjum Klasycznym w Chełmie. Z zawodu była nauczycielką. Wyszła za mąż za oficera Wojska Polskiego Czesława Krzeszowskiego (zmarłego podczas kampanii wrześniowej w 1939 roku). W 1925 roku urodziła im się córka Danuta. W tym samym roku Krzeszowska wraz z mężem, rodzicami i córką Danutą zamieszkała w Toruniu, przy ul. Warszawskiej 8. W okresie międzywojennym angażowała się w działalność Polskiego Białego Krzyża, Rodzinie Wojskowej, Koła Przyjaciół Harcerstwa. Ponadto należała do Ligi Obrony Powietrznej i Przeciwgazowej, gdzie odbyła szkolenie specjalistyczne. Angażowała się w działalność powołanego w sierpniu 1939 roku Komitetu Współpracy Obywateli z Armią. W jej ramach prowadziła sekcję opieki nad żołnierzami i uchodźcami, na dworcu Toruń Główny wydawała posiłki żołnierzom i ludności cywilnej udającej się na wschód. Pomagała do momentu wkroczenia wojsk niemieckich do Torunia dnia 7 września 1939 roku.
W pierwszych tygodniach okupacji niemieckiej przyjmowała do swojego mieszkania powracających z walk podczas kampanii wrześniowej, następnie torunian wysiedlonych ze swoich mieszkań. W maju 1940 roku jej rodzina uniknęła wysiedlenia dzięki posiadaniu przez matkę Wiktorię Szepetys ukraińskich dokumentów. Dodatkowo w mieszkaniu Krzeszowskiej przebywało dwóch chorych, dla których niemożliwe było znalezienie transportu, co zniechęciło Niemców z wysiedlenia lokatorów. W listopadzie 1940 roku Krzeszowska podjęła pracę kelnerki w prywatnej jadłodajni. Zarabiała również wynajmując pokoje i robiąc swetry na drutach. Angażowała się w wysyłkę paczek do obozów jenieckich.
W 1941 roku przyłączyła się do Związku Walki Zbrojnej (ZWZ). Za pośrednictwem Janiny Wilanowicz ps. „Paskuda” zwerbował ją Józef Gruss ps. „Stanisław”. Została zaprzysiężona przez komendanta Garnizonu ZWZ (następnie Inspektoratu ZWZ-AK) kpt. rez. Tadeusza Łęgowskiego ps. „Kazimierz”. Pod pseudonimem „Ludmiła” werbowała kobiety do pomocniczej służby wojskowej na terenie Garnizonu AK Toruń. W lipcu 1942 roku została referentką Wojskowej Służby Kobiet (WSK) Garnizonu AK Toruń w Podokręgu Południowo-Wschodnim. W powołanych przez jej strukturach stałymi łączniczkami były: Wanda Ostaszewska i Krystyna Dąbrowska (były odpowiadały równocześnie za sekcję sanitarną).
W jej mieszkaniu przy ul. Warszawskiej 8 odbywały się odprawy oficerów Sztabu Okręgu AK Pomorze oraz przechowywano ich broń osobistą. W połowie 1943 roku komendant Okręgu Pomorskiego Armii Krajowej ppłk. Jan Pałubicki awansował Krzeszowską na referentkę WSK Podokręgu Południowo-Wschodniego z siedzibą w Toruniu.
W 1942 roku wyszła za mąż za Bronisława Pietkiewicza. Pod jej wpływem Pietkiewicz w 1942 roku włączył się w działalność konspiracyjną.
W 1944 roku Krzeszowska, jako „Zofia”, została szefową WSK w Sztabie Okręgu Pomorskiego AK. Funkcję referentki WSK w Toruniu przejęła Zofia Stanikiewicz ps. „Stanisława”. Krzeszowska dzięki aktywności i zdolnością organizacyjnym zdołała utworzyć w sztabach poszczególnych inspektoratów i obwodów sieci referentek, które prowadziły działalność konspiracyjną w pięciu działach: sanitarnym, wywiadu, łączności, opieki społecznej i kwatermistrzowsko-gospodarczym. Pracą kierowała przy pomocy łączniczek i kurierek. Decyzja ta była podyktowana tym, że częste podróże inspekcyjne mogłyby doprowadzić do ujawnienia działalności konspiracyjnej Krzeszowskiej i utraty kwatery przy ul. Warszawskiej 8.
W 1944 roku jako szefowa WSK Okręgu Pomorze Armii Krajowej uzyskała stopień kapitana.
W drugiej połowie 1944 roku w obozie pod Grudziądzem zorganizowała akcję pomocy żywnościowej dla powstańców warszawskich. Po upadku powstania jednym z jej nowych zadań było prowadzenie działań propagandowych, podnoszących morale żołnierzy.
Po rozwiązaniu Armii Krajowej 19 stycznia 1945 roku działała w Delegaturze Sił Zbrojnych na Kraj, następnie w Zrzeszeniu Wolność i Niezawisłość. Wraz z Ireną Jagielską stanowiła jedną z najważniejszych członkiń tych organizacji w rejonie toruńskim. Utrzymywała kontakt z Józefem Grussem, ich miejscem spotkań był kościół św. Jakuba w Toruniu. 16 października 1945 roku Krzeszowska ostrzegła Grussa, że Urząd Bezpieczeństwa (UB) prowadzi aresztowania. Wraz z mężem była poszukiwana przez UB. Ich nazwiska znalazły się na liście poszukiwanych członków AK, pochodzącym z 29 listopada 1945 roku. skąd pochodzi najstarszy znany Uniknęła aresztowania przez UB dzięki ostrzeżeniu Tadeusza Zalewskiego ps. „Nałęcz”. Wraz z mężem i córką przeprowadziła się do Bydgoszczy. Dzięki ostrzeżeniu od łączniczki Haliny Lipskiej ps. „Ola” uniknęła aresztowania przy ul. Hetmańskiej 31.
Według relacji jej krewnego Krzysztofa Troickiego, Halina Krzeszowska wraz z rodziną wyjechała do Wielkiej Brytanii w kwietniu 1945 roku. Rodzina wróciła do Polski dwa lata później, zamieszkała przy ul. Letniej we Wrocławiu. Według innego źródła Krzeszowska z rodziną przeprowadziła się do Wrocławia w 1945 roku. Z obawy przed aresztowaniem rodzina przyjęła nazwisko Orliński. Jej mąż pracował jako dyrektor elektrowni dolnośląskich.
Halina Krzeszowska-Pietkiewicz zmarła 18 sierpnia 1977 roku we Wrocławiu.

## Odznaczenia
- Złoty Krzyż Zasługi z Mieczami[13].